# Hammie Nixon
Hammie Nixon fue un armonicista y cantante de blues, originario de Brownsville, Tennessee, donde nació el 22 de enero de 1908 y falleció el 17 de agosto de 1984.

## Historia
Huérfano de padre desde muy joven, su madre lo dejó bajo la tutela de Sleepy John Estes, quien lo educó y lo convirtió en su acompañante musical. Estuvo junto con Estes, hasta la muerte de este, en 1977. Con él grabó un gran número de discos, y compartió grupo con Sonny Boy Williamson I. Con el tiempo, se casó con la hija de Estes y, tras su fallecimiento, continuó actuando en solitario.

## Estilo
Tocaba la armónica en la forma tradicional, es decir, en la llamada primera posición, renunciando de forma expresa a la técnica de la segunda posición, que se convirtió en la generalizada tras los cambios del blues de Chicago. Esto le daba un toque rural muy pronunciado.